# 藤原景通
藤原 景通（ふじわら の かげみち）は、平安時代中期の武将。藤原北家利仁流、藤原正重の子。子・景季と共に源頼義・義家の家人として名高い。加藤氏の祖とされる。

## 略歴
相模国などに領を得ていたが、本来は美濃国を本貫としていた武士で、『尊卑分脈』に拠れば藤原利仁の後裔とされており、河内国を本貫としていた藤原則明の同族である。
『陸奥話記』にも登場し、前九年の役で源頼義の郎党として大宅光任、清原貞広、藤原範季、藤原則明らと共に従軍し、安倍貞任らを攻めた際の勲功一等として、七騎武者随一であると言われた。この戦役によって子・景季は落命したが、子孫は加藤氏として栄えた。

## 異説
景通の出自について、安田元久らは景通を藤原氏でなく、平姓鎌倉氏の出だとして景通を鎌倉景通だと比定しているが、通説とはなっていない。